# Torsten Eliasson (jurist)
Sven Torsten Edvin Eliasson, född den 24 juli 1927 i Malmö, död den 20 juli 2012 i Ängelholm, var en svensk jurist.
Eliasson avlade juris kandidatexamen vid Lunds universitet 1956 och genomförde tingstjänstgöring i Sunnerbo domsaga 1957–1959. Han blev fiskal i Hovrätten för Övre Norrland 1960, assessor där 1966 och revisionssekreterare 1970. Eliasson var tingsdomare i Gällivare domsaga och rådman i Gällivare tingsrätt 1966–1979. Han var lagman i Sunne tingsrätt 1979–1994. Eliasson var ordförande i utskrivningsnämnden i Gällivare och Kiruna 1974–1979. Han vilar i minneslund på Ängelholms kyrkogård.